# Hafiziten
Die Hafiziten sind ein Zweig der Mustaʿlī-Ismailiten. Nach dem Tod des zwanzigsten Imams der Mustaʿlī-Ismailiten, des Fatimiden-Kalifen al-Āmir, erkannte die offizielle Mustaʿlī-Daʿwa in Kairo, zusammen mit der Mehrheit der Mustaʿlī-Ismailiten in Ägypten und Syrien und einigen Mustaʿlīten im Jemen, al-Hafiz, den Vetter von al-Āmir, als den nächsten Imam-Kalifen an, und nicht Abū l-Qāsim at-Taiyib (siehe Tayyibiten). Diese Mustaʿlī-Ismailiten wurden zunächst als Madschidiyya und dann als Hafiziyya oder Hafiziten bekannt. Die Zurayiden von Aden und einige der Hamdaniden von Sanaa unterstützten die Hafizi-Daʿwa ebenfalls. Die Hafiziten scheinen bald nach dem Untergang der Fatimiden im Jahr 1171 verschwunden zu sein.
Die heutigen Musta'liten sind alle Tayyibiten.